# Dharam Singh (ur. 1937)
Dharam Singh (ur. 30 października 1937 w Fatuwal) – indyjski hokeista na trawie. Złoty medalista olimpijski z 1964.
Zawody w 1964 były jego jedynymi igrzyskami olimpijskimi. W turnieju rozegrał 9 spotkań.